# Halogénure d'acyle

Formule générale des halogénures d'acyle

Les halogénures d'acyle, parfois nommés halogénures d'acides, sont des dérivés halogénés des acides carboxyliques, de formule générale R—C(=O)X. Ils sont intéressants au niveau réactionnel car en plus d'être très réactifs, lorsqu'ils réagissent, ils ne forment pas d'eau mais l'acide halogénohydrique qui peut entrer en réaction avec le milieu. Cet acide formé peut être piégé par addition d'une base dans le milieu, typiquement la pyridine.

## Nomenclature
On les nomme à partir de l'acide carboxylique correspondant :
- on remplace la terminaison en -oïque par -oyle
- on fait précéder le nom par «halogénure de …»

Pour les halogénures dérivés d'acides cyclocarboxyliques, on remplace la terminaison -xylique par -nyle.
Exemple :

## Préparation
Les halogénures d'acyle sont très réactifs, en particulier les chlorures. Il faut donc pour cela éviter de les mettre dans un milieu aqueux car sinon ils dégagent l'acide halohydrique et reforment l'acide carboxylique correspondants: RCOCl + H2O → RCOOH + HCl
Les halogénures d'acyle sont préparés par halogénation des acides carboxyliques correspondants réagissant un agent d'halogénation comme le chlorure de thionyle :
RCOOH + SOCl2 → RCOCl + SO2 + HCl

On peut également utiliser PBr3, PBr5, PCl3, PCl5,  CO(Cl)2.

## Propriétés chimiques
Ils sont très réactifs, beaucoup plus que leurs acides carboxyliques équivalents. Ils réagissent notamment avec divers composés par la réaction de substitution nucléophile d'acyle, formant différents dérivés acyle :
- en réagissant avec l'eau, ils forment des acides carboxyliques :

- en réagissant avec un alcool, ils forment des esters :

- en réagissant avec l'ammoniac ou une amine, ils forment des amides

- avec un carbone nucléophile comme un réactif de Grignard ou un organolithien, ils forment successivement des cétones puis les alcools tertiaires correspondants, les premiers ne pouvant être isolés en général car réagissant trop rapidement.

## Groupes fonctionnels multiples

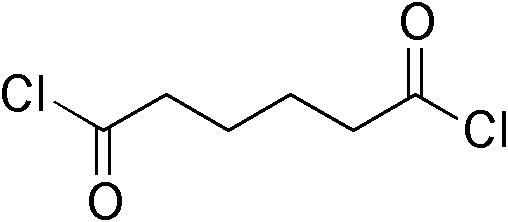
Dichlorure d'hexanoyle

Une molécule peut comporter plus d'un groupe acyle. Par exemple, le dichlorure d'hexanoyle en possède deux.

Phosgène

Le phosgène (dichlorure de méthanoyle, Cl-CO-Cl) est un gaz très toxique qui peut être considéré comme le dichlorure de l'acide carbonique (HO-CO-OH). Les deux atomes de chlore du phosgène peuvent ainsi provoquer des réactions comparables à celles d'un halogénure d'acyle. Le phosgène est entre autres employé comme réactif de la production de polymères de polycarbonates.